# Stazione di Mizumaki
La stazione di Mizumaki (水巻駅?, Mizumaki-eki) è una stazione ferroviaria situata nella cittadina di Mizumaki, nella prefettura di Fukuoka in Giappone. La fermata si trova sulla linea principale Kagoshima della JR Kyushu.

## Linee e servizi ferroviari
JR Kyushu
■ Linea principale Kagoshima

## Struttura
La stazione è costituita da due marciapiedi laterali collegati al fabbricato viaggiatori da un sottopassaggio. Sono altresì presenti tornelli automatici con supporto alla bigliettazione elettronica Sugoca e biglietteria presenziata.
| 1 | ■ Linea principale Kagoshima |  | per Orio, Kurosaki, Kokura e Mojikō |
| 2 | ■ Linea principale Kagoshima |  | per Kashii, Hakata, Tosu e Ōmuta    |

## Stazioni adiacenti
| «                          | Servizio                   | »                          |
| Linea principale Kagoshima | Linea principale Kagoshima | Linea principale Kagoshima |
| -------------------------- | -------------------------- | -------------------------- |
| Ongagawa                   | Locale                     | Orio                       |
| Ongagawa                   | Semirapido                 | Orio                       |